# ロドニー・ウェブ
ロドニー・ウェブ（Rodney Webb、1983年8月5日 - ）アメリカ合衆国・カリフォルニア州出身のプロバスケットボール選手である。ポジションはフォワード。背番号0。201cm、100kg。

## 人物
ロングビーチ・シティカレッジからフロリダ・アトランティック大学に編入しNCAAで活躍。
卒業後フランスプロBを経て、CBA・グレートフォールズ・エクスプローラーズでプレー。
2007年、新潟アルビレックスBBに入団。
入団直後は、ニック・デービスの移籍によるインサイドプレイヤーの不在から、ポストプレーをすることが多く、なかなかその真価を発揮することができなかった。最近はフォワードとしてのドライブ、ミドルレンジからのシュートと多彩な攻撃からチームの決定力の中心となっている。
また、彼の持ち味は相手のドライブインやペネトレイトを防ぐポジションに動いて、ディフェンスするなどのその高い精度のディフェンスでもある。
2008年オフ、富山グラウジーズに移籍。
2年連続でオールスター出場を果たすが、直後に仙台89ERSへトレードされる。2012年、新潟アルビレックスBBに復帰。
実生活では真面目で、勤勉こつこつと練習をしていく選手で、穏やかな性格であるとも言われるが、2014年3月8日、対秋田ノーザンハピネッツ戦では秋田のチェイス・マクファーランドからの執拗な肘打ちに激高し、殴打の上、マクファーランドが倒れた所でさらに後頭部を蹴り、鼻と顎を骨折させた。試合はウェブとマクファーランド両者退場となったが、ウェブについては追加処分としてシーズン残り出場停止の処分となる。新潟はウェブとの契約を解除した。

## 参照
1. ↑  “処分内容決定のお知らせ・新潟・秋田” (2014年3月11日). 2014年3月11日閲覧。
2. ↑  “#5ロドニー・ウェブ選手処分内容決定のお知らせ” (2014年3月12日). 2014年3月12日閲覧。